# 33514 Changpeihsuan
33514 Changpeihsuan è un asteroide della fascia principale. Scoperto nel 1999, presenta un'orbita caratterizzata da un semiasse maggiore pari a 2,3298535 UA e da un'eccentricità di 0,1215933, inclinata di 6,96467° rispetto all'eclittica.